# 涙 (GENERATIONS from EXILE TRIBEの曲)
「涙」（なみだ）は、GENERATIONS from EXILE TRIBEの12枚目のシングル。2016年6月29日にrhythm zoneから発売された。

## 概要
- 前作「AGEHA」から約5カ月ぶりのリリースで、2016年第2弾シングル。「CD+DVD」と「CD」の2形態で発売。
- グループにとって初のバラードシングルで、メンバーが踊らないミュージックビデオとしても初となった[6]。ミュージックビデオには女優の今田美桜が出演している[7]。
- オリコン週間シングルランキングでは10枚目のシングル「ALL FOR YOU」以来、通算2作目の首位獲得となった[8]。

## メディアでの使用
- 「涙」は、GYAO!ドラマ『TOKYO COIN LAUNDRY』挿入歌。[9]

## 収録曲

### CD
1. 涙
作詞：小竹正人、作曲：春川仁志
2. 涙 (Instrumental)
3. AGEHA (English Version)

### DVD
1. 涙 (Music Video)